# Songtsen Gampo

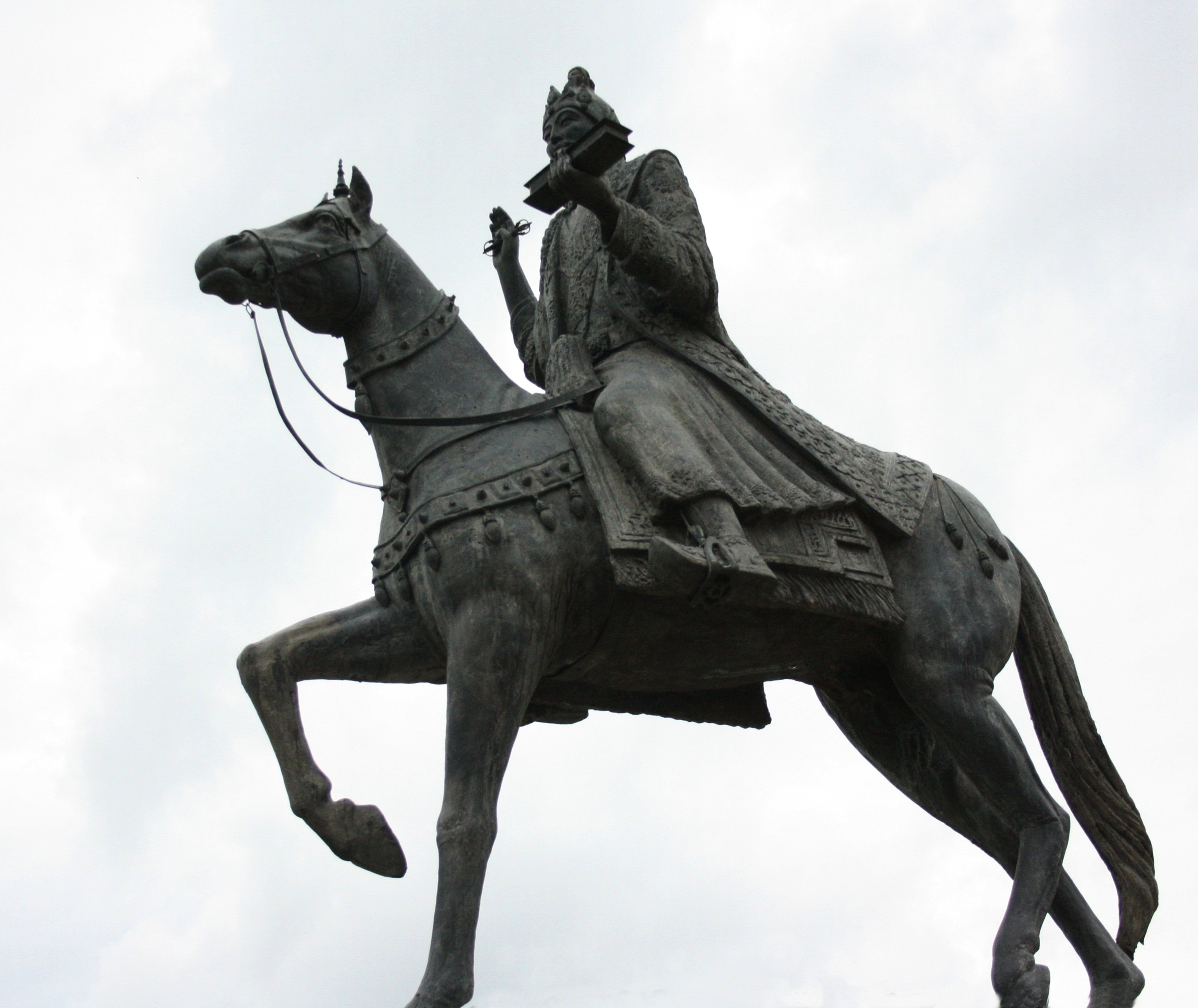
Statue de Songtsen Gampo à cheval, Dehradun, devant la bibliothèque de Songtsen.

Songtsen Gampo (tibétain : སྲོང་བཙན་སྒམ་པོ་, Wylie : Srong-btsan Sgam-po, pinyin tibétain : Songzain Gambo ; né vers 609-613 - mort en 650), 33e souverain de la dynastie Yarlung, fut avec Trisong Detsen et Tri Ralpachen l'un des « trois rois religieux » du Tibet.
Il transforme le Royaume en Empire du Tibet[réf. nécessaire] et conquiert de nombreux territoires jusque-là occupés par d'autres pays et cultures. Il fonde Lhassa où il installe sa résidence principale et son administration, et fit construire le premier bâtiment du palais du Potala. Yumbulagang était son palais d'été où la princesse Wencheng de la dynastie Tang le rejoint avant que Songtsen Gampo ne déplace son siège principal à Lhassa. Il donna au royaume du Tibet les frontières qui seront encore les siennes au début du XXe siècle. Il fit construire les temples de Jokhang et de Ramoché. Sous son règne sera créée l'écriture tibétaine.

## Accession au pouvoir
Bien que la date de sa naissance et certaines dates de la première partie de son règne soient discutées, la chronologie devient plus précise dans la seconde moitié. 
Après la mort par empoisonnement de son père Namri Songtsen en 618, Songtsen Gampo monte sur le trône alors qu'il est encore mineur, après avoir probablement maté une brève rébellion.
Il montrera qu'il est versé aussi bien dans la diplomatie que dans l'art de la guerre. Vers 627, son ministre, Myang Mang-po-rje, avec les troupes de Zhang Zhung (Chinois Tang: 羊同 Yangtong), défait le peuple Sumpa (Chinois: Subi) du nord-est du Tibet. Mais six ans plus tard, vers 632-633 il est accusé de trahison et exécuté. Il est remplacé par Gar Tongtsen Yülsung.
Il écrase avec succès les Tangoutes et tribus Bolan et lance différentes expéditions punitives sur différents bourgs frontaliers chinois.

## Conquêtes

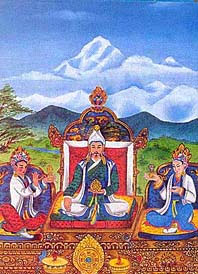
Sonsten Gampo (au milieu) et ses deux femmes, la princesse Bhrikuti du Népal à gauche et la princesse Wencheng de Chine. Ces deux femmes ont apporté le bouddhisme au Tibet.

En 635-638, toujours avec l'aide des troupes de Zhang Zhung, il attaque et défait le peuple A-zha (Ce pays est nommé en mandarin Tuyuhun), qui vit autour du lac Kokonor au nord-est du Tibet et contrôle une route commerciale importante vers la Chine, notamment pour la route de la soie. Il entreprend également une campagne victorieuse contre l’empire Tang. 
En 635-636, il entreprend une campagne avec succès contre la Chine dans la province frontière de Songzhou. 
Acculé par les conquêtes de Gampo, l'empereur Tang Taizong négocie la paix et accepte la proposition d'alliance matrimoniale sollicitée depuis 634 par l'empereur tibétain. Il lui offre en mariage la princesse Wencheng, probablement l'une de ses nièces, qui quitte la Chine en 640 et arrive un an plus tard à Lhassa. La paix entre la Chine et le Tibet perdurera durant le reste du règne. Songtsen Gampo aurait aussi eu trois épouses tibétaines dont la plus jeune, Mongso Tricham, lui aurait donné un fils.
Vers 639, après un conflit entre Songtsen Gampo et son frère cadet Brtsan srong, ce dernier est brûlé vif par le ministre Mkha’s-sregs (vraisemblablement sur ordre de son frère aîné).
Il entreprend à partir de 640 une série de conquêtes vers la vallée de Katmandou, l’ouest du Tibet (Zhang Zhung, Népal occidental), le Tibet du Sud-Est et les régions au sud du lac Qinghai. Il soumet Zhang-Zhung, son plus important concurrent immédiat, et étend son influence jusqu'au Pamir, au Népal et en Chine occidentale.

## Alliances et diplomatie

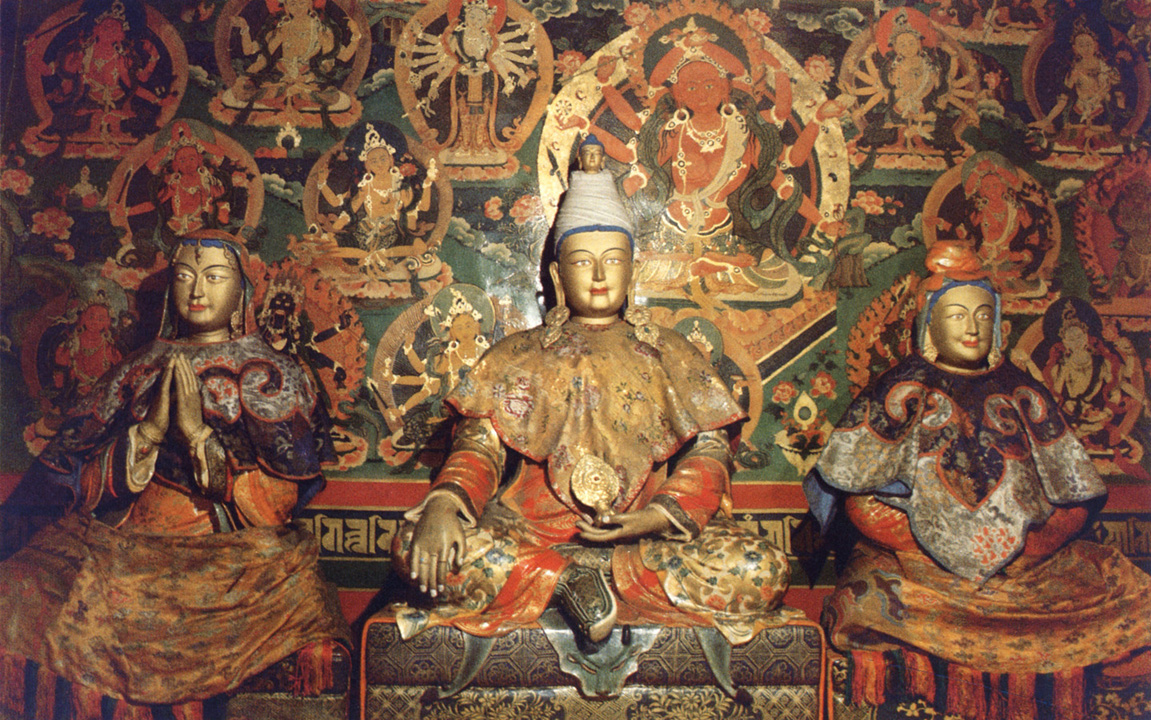
autel représentant de gauche à droite, la princesse Wencheng, chinoise, Songtsen Gampo et la princesse Bhrikuti, népalaise.

Pour consolider ses alliances politiques, le roi aurait obtenu, entre autres épouses, deux bouddhistes, la princesse népalaise Bhrikuti (tibétain : བལ་མོ་བཟའ་ཁྲི་བཙུན།, Wylie : bal mo bza' khri btsun, THL : balmo za tritsün) et la Princesse Wencheng (tibétain : འུན་ཤིང་ཀོང་ཇོ།, Wylie : 'un shing kong jo/, pinyin tibétain : Mung-chang Kong-jo, THL : ün shing kongjo) chinoise, encore appelées Belsa (reine népalaise) et Gyasa (reine chinoise). Du fait de ces mariages, la tradition médiévale historique (Rgyal-rabs et Gsel-ba'i Me-long) et littéraire (Mani-bka'-'bum) le crédite de la première introduction du bouddhisme au Tibet. Les alliances sont également l'occasion d'échanges culturels. Des 'étudiants' tibétains sont envoyés en Chine et en Inde. Dans ce dernier pays ils apprennent le sanskrit. Le ministre Thonmi Sambhota crée l'écriture tibétaine à partir de l'alphabet indien devanâgarî.
La princesse Wencheng est cédée en mariage en 641, en échange de l'arrêt de la tentative d'invasion de Songtsen Gampo, à Songzhou, fortification protégeant la région des actuels Qiang, à l'Ouest de la Chine, du Tibet.
Le code juridique tibétain remonte au VIIe siècle, au règne du roi Songtsen Gampo. Selon le dalaï-lama la peine de mort avait été strictement interdite au Tibet dès le VIIe siècle sous le règne de ce roi qui promulgua un code légal des 16 vertus morales inspiré des règles de conduites bouddhistes.
La diplomatie matrimoniale avec le Zhang-Zhung, centre important pour la religion traditionnelle bon-po, ne recueille pas le même succès. Sad-kar-ma, sœur de l’empereur du Tibet, se plaint de la non-consommation du mariage par le roi Lig-myi-rhya. S’ensuit une guerre qui s'achève par l'incorporation à l'Empire tibétain du Zhang-Zhung, qui devient à partir de 645 le Tibet occidental.

## Succession
À sa mort, son petit-fils et héritier Khri-mang-slon étant encore jeune, la régence fut assurée par le ministre Mgar-srong-rtsan dont la famille se maintiendra longtemps au pouvoir.